# Dreamworld: The Greatest Hits Live
Dreamworld: The Greatest Hits Live fue una gira mundial de conciertos del dúo británico de synth-pop Pet Shop Boys. Anunciada por el grupo como "su primera gira de grandes éxitos", la gira se anunció originalmente el 11 de septiembre de 2019 y se llevaría a cabo en estadios de todo el Reino Unido de mayo a junio de 2020. Las fechas se pospusieron varias veces como resultado de la pandemia de COVID-19. Finalmente comenzó el 10 de mayo de 2022, en el Teatro degli Arcimboldi de Milán, y estaba previsto que se extendiera hasta septiembre de 2024. La gira finalmente terminaría como el espectáculo de cierre de la iteración de 2024 de Radio 2 in the Park en Preston.
La gira también incluyó paradas en el Festival de Glastonbury en 2022 y los festivales Primavera Sound de Barcelona, Madrid y Oporto en junio de 2023, así como sus homólogos latinoamericanos en noviembre y diciembre de 2023.
En 2023, Pet Shop Boys lanzó Smash: The Singles 1985–2020, un álbum de grandes éxitos inspirado en la gira.
Una grabación cinematográfica de la parada de la gira en Copenhague se estrenó en los cines de todo el mundo en enero y febrero de 2024, bajo el título Dreamworld: The Greatest Hits Live at the Royal Arena Copenhagen.

## Antecedentes
El 11 de septiembre de 2019, Pet Shop Boys anunció su primera gira de grandes éxitos, "Dreamworld: The Greatest Hits Live", con siete fechas en estadios de todo el Reino Unido, comenzando el 28 de mayo de 2020 en el O2 Arena de Londres y terminando el 6 de junio en el SSE Hydro de Glasgow. El 14 de noviembre de 2019, con el anuncio del decimocuarto álbum del dúo Hotspot, se revelaron más fechas de la gira, que ahora comienza el 1 de mayo en el Mercedes-Benz Arena de Berlín y termina el 19 de junio en el festival OverOslo en Oslo. Sin embargo, el 8 de abril de 2020, Pet Shop Boys anunció que las fechas del Reino Unido se reprogramarían para mayo y junio de 2021, siguiendo el consejo del gobierno como resultado de la pandemia de COVID-19. El 3 de febrero de 2021, los Pet Shop Boys reprogramaron la gira nuevamente, esta vez comenzando el 13 de mayo de 2022 en los Gasómetros de Viena y terminando el 15 de junio de 2022 en el Ericsson Globe de Estocolmo. El 19 de octubre de 2021, se agregaron seis fechas más, incluido el primer espectáculo el 10 de mayo de 2022 en el Teatro degli Arcimboldi de Milán y una fecha final tentativa el 6 de julio de 2022 en el Parque de Budapest. Finalmente, el 4 de marzo de 2022, los Pet Shop Boys anunciaron el espectáculo final de la primera etapa, que tendrá lugar el 16 de julio de 2022 en el Gran Canaria Arena en las Islas Canarias.
Pet Shop Boys interpretó Dreamworld en el Festival de Glastonbury el 27 de junio de 2022, con Olly Alexander de Years & Years uniéndose a la banda en el escenario para su colaboración "Dreamland".
En septiembre y octubre de 2022, Pet Shop Boys encabezó la gira Unity Tour en Norteamérica junto a New Order.
La gira Dreamworld se reanudó el 31 de diciembre de 2022, encabezando el concierto Hogmanay Concert in the Gardens de Edimburgo. Pet Shop Boys interpretó Dreamworld en el festival Primavera Sound en Barcelona, Madrid y Oporto en junio de 2023, incluidos espectáculos gratuitos en la Sala Apolo con capacidad para 2.900 personas en Barcelona y en la Joy Eslava con capacidad para 1.550 personas en Madrid. La gira continuó por el Reino Unido y Europa del 13 de junio al 9 de julio, desde Roma hasta Gotemburgo.
La gira visitó Latinoamérica del 19 de noviembre de 2023 al 10 de diciembre de 2023. Comenzó en el Festival Corona Capital en la Ciudad de México y finalizó en el evento "Road to Primavera Sound" en Bogotá luego de que el festival original fuera cancelado y reducido.
La gira estaba programada para continuar en 2024, con una gira por el Reino Unido del 4 al 11 de junio y una gira por Europa del 26 de junio al 6 de julio. El concierto del 11 de junio de la banda en Belfast fue el primero allí desde 1991. En julio, tocaron una residencia de cinco noches en la Royal Opera House de Londres. El 22 de julio, el dúo anunció un espectáculo independiente el 6 de septiembre en Blackpool, actuando en el bar cabaret Funny Girls por primera vez en sus 43 años de carrera. El concierto fue "una actuación íntima" pensada como calentamiento para su posterior aparición en la decimotercera iteración de Radio 2 in the Park, como cabezas de cartel de la última noche del evento el 8 de septiembre de 2024, concluyendo finalmente su gira después de un período de dos años y cuatro meses de gira por los continentes europeo y americano.

## Sinopsis del concierto
El concierto comienza con el sencillo de 1986 "Suburbia", mientras Neil Tennant y Chris Lowe se paran en el escenario entre dos farolas, ambos luciendo diapasones en la cabeza. Detrás del dúo hay una pantalla que muestra imágenes en movimiento para cada canción. Entre "Can You Forgive Her?" y "Opportunities (Let's Make Lots of Money)", Tennant se quita la máscara de diapasón. Durante la introducción instrumental de "Left to My Own Devices", se quitan las farolas y se levanta la pantalla, revelando la banda de acompañamiento por primera vez. Lowe se desenmascara y se mueve a una nueva plataforma elevada que anteriormente estaba oculta detrás de la pantalla, mientras Tennant cambia de vestuario. Antes de "Dreamland", Tennant y Lowe cambian de vestuario nuevamente, luciendo abrigos plateados. A lo largo del concierto, Tennant explica los orígenes de las canciones en la lista de canciones, como por ejemplo contando una historia de cómo "Domino Dancing" surgió del baile de la victoria de un amigo después de jugar al dominó en Santa Lucía. El set principal termina con "It's a Sin".
Para el bis de "West End Girls" y "Being Boring", Tennant se cambia a una gabardina negra mientras Lowe usa su propia gorra de béisbol de marca "Boy", como un guiño al estilo característico del dúo durante la década de 1980.

## Película de concierto
La película del concierto Dreamworld: The Greatest Hits Live at the Royal Arena Copenhagen se filmó utilizando imágenes de la fecha de la gira del 7 de julio de 2023 en el Royal Arena de Copenhague. Fue dirigida por David Barnard y grabada en resolución 4K con 14 cámaras diferentes. Fue lanzado a través de Trafalgar Releasing. Se proyectó en cines a nivel mundial los días 31 de enero y 4 de febrero.

## Lista de canciones
Las siguientes listas de canciones corresponden a los shows en Hull (31 de mayo de 2022), Brighton (26 de junio de 2023), y Manchester (9 de junio de 2024). No pretenden representar todos los shows de la gira. En 2024, se incluyeron tres canciones del nuevo álbum Nonetheless.
| 2022 |
| --- |
| 1. Suburbia 2. Can You Forgive Her? 3. Opportunities (Let's Make Lots of Money) 4. Where the Streets Have No Name (I Can't Take My Eyes Off You) 5. Rent 6. I Don't Know What You Want but I Can't Give It Any More 7. So Hard 8. Left to My Own Devices 9. Single-Bilingual / Se a vida é (That's the Way Life Is) 10. Domino Dancing 11. Monkey Business 12. New York City Boy 13. You Only Tell Me You Love Me When You're Drunk 14. Jealousy 15. Love Comes Quickly 16. Losing My Mind 17. Always on My Mind 18. Dreamland 19. Heart 20. What Have I Done to Deserve This? 21. It's Alright 22. Vocal 23. Go West 24. It's a Sin Bis 1. West End Girls 2. Being Boring |

| 2023 |
| --- |
| 1. Suburbia 2. Can You Forgive Her? 3. Opportunities (Let's Make Lots of Money) 4. Where the Streets Have No Name (I Can't Take My Eyes Off You) 5. Rent 6. I Don't Know What You Want but I Can't Give It Any More 7. So Hard 8. Left to My Own Devices 9. Single-Bilingual / Se a vida é (That's the Way Life Is) 10. Domino Dancing 11. Monkey Business 12. New York City Boy 13. Jealousy 14. Love Comes Quickly 15. Paninaro 16. Always on My Mind 17. Dreamland 18. Heart 19. What Have I Done to Deserve This? 20. It's Alright 21. Vocal 22. Go West 23. It's a Sin Bis 1. West End Girls 2. Being Boring |

| 2024 |
| --- |
| 1. Suburbia 2. Can You Forgive Her? 3. Opportunities (Let's Make Lots of Money) 4. Where the Streets Have No Name (I Can't Take My Eyes Off You) 5. Rent 6. I Don't Know What You Want but I Can't Give It Any More 7. So Hard 8. Left to My Own Devices 9. Single-Bilingual / Se a vida é (That's the Way Life Is) 10. Domino Dancing / Dancing Star 11. New York City Boy 12. A New Bohemia 13. Jealousy 14. Loneliness 15. Love Comes Quickly 16. Paninaro 17. Always on My Mind 18. Dreamland 19. Heart 20. What Have I Done to Deserve This? 21. It's Alright 22. Vocal 23. Go West 24. It's a Sin Bis 1. West End Girls 2. Being Boring |

| 2025 |
| --- |
| 1. Suburbia 2. Can You Forgive Her? 3. Opportunities (Let's Make Lots of Money) 4. Where the Streets Have No Name (I Can't Take My Eyes Off You) 5. Rent 6. I Don't Know What You Want but I Can't Give It Any More 7. So Hard 8. Left to My Own Devices 9. Single-Bilingual / Se a vida é (That's the Way Life Is) 10. Domino Dancing / Dancing Star 11. New York City Boy 12. The Pop Kids 13. A New Bohemia 14. Jealousy 15. Love Comes Quickly 16. Paninaro 17. Always on My Mind 18. Dreamland 19. Heart 20. What Have I Done to Deserve This? 21. It's Alright 22. Vocal 23. It's a Sin Bis 1. West End Girls 2. Being Boring |

### Estadísticas
- Temas de Nonetheless (3)
- Temas de Hotspot (2)
- Temas de Super (1)
- Temas de Electric (1)
- Temas de Elysium (0)
- Temas de Yes (0)
- Temas de Fundamental (0)
- Temas de Release (0)
- Temas de Nightlife (3)
- Temas de Bilingual (2)
- Temas de Very (2)
- Temas de Behaviour (4)
- Temas de Introspective (5)
- Temas de Actually (4)
- Temas de Please (4)
- Lados B interpretados (1)
- Temas no pertenecientes a ningún álbum (1)

## Fechas de la gira
Lista de conciertos, mostrando fecha, ciudad, país y lugar.
| Día                      | Ciudad                 | País            | Lugar                            |
| ------------------------ | ---------------------- | --------------- | -------------------------------- |
| Etapa #1 – Europa        |                        |                 |                                  |
| 10 de mayo de 2022       | Milán                  | Italia          | Teatro degli Arcimboldi          |
| 12 de mayo de 2022       | Viena                  | Austria         | Planet.tt Bank Austria Halle     |
| 14 de mayo de 2022       | Múnich                 | Alemania        | Olympiahalle                     |
| 15 de mayo de 2022       | Zúrich                 | Suiza           | Hallenstadion                    |
| 17 de mayo de 2022       | Bruselas               | Bélgica         | Vorst Nationaal                  |
| 18 de mayo de 2022       | Ámsterdam              | Países Bajos    | AFAS Live                        |
| 20 de mayo de 2022       | Mánchester             | Reino Unido     | AO Arena                         |
| 22 de mayo de 2022       | Londres                | Reino Unido     | The O2 Arena                     |
| 24 de mayo de 2022       | Cardiff                | Reino Unido     | Motorpoint Arena Cardiff         |
| 25 de mayo de 2022       | Bournemouth            | Reino Unido     | Bournemouth International Centre |
| 27 de mayo de 2022       | Newcastle              | Reino Unido     | Utilita Arena Newcastle          |
| 28 de mayo de 2022       | Birmingham             | Reino Unido     | Resorts World Arena              |
| 29 de mayo de 2022       | Glasgow                | Reino Unido     | OVO Hydro                        |
| 31 de mayo de 2022       | Hull                   | Reino Unido     | Bonus Arena                      |
| 2 de junio de 2022       | Kværndrup              | Dinamarca       | Heartland Festival               |
| 4 de junio de 2022       | Oberhausen             | Alemania        | Rudolf Weber-Arena               |
| 5 de junio de 2022       | Hamburgo               | Alemania        | Barclays Arena                   |
| 7 de junio de 2022       | Leipzig                | Alemania        | QUARTERBACK Immobilien ARENA     |
| 8 de junio de 2022       | Praga                  | República Checa | Forum Karlín                     |
| 10 de junio de 2022      | Stuttgart              | Alemania        | Porsche-Arena                    |
| 11 de junio de 2022      | Berlín                 | Alemania        | Mercedes-Benz Arena              |
| 15 de junio de 2022      | Estocolmo              | Suecia          | Avicii Arena                     |
| 17 de junio de 2022      | Oslo                   | Noruega         | OverOslo Festival                |
| 19 de junio de 2022      | Fráncfort              | Alemania        | Jahrhunderthalle                 |
| 22 de junio de 2022      | Cork                   | Irlanda         | Live at the Marquee              |
| 24 de junio de 2022      | Londres                | Reino Unido     | Electric Ballroom                |
| 26 de junio de 2022      | Glastonbury            | Reino Unido     | Festival de Glastonbury          |
| 30 de junio de 2022      | Atenas                 | Grecia          | Release Athens                   |
| 6 de julio de 2022       | Budapest               | Hungría         | Budapest Park                    |
| 9 de julio de 2022       | Bilbao                 | España          | Bilbao BBK Live                  |
| 14 de julio de 2022      | Tenerife               | España          | Campo De Fútbol El Peñón         |
| 16 de julio de 2022      | Gran Canaria           | España          | Gran Canaria Arena               |
| Etapa #2 – Europa        |                        |                 |                                  |
| 31 de diciembre de 2022  | Edimburgo              | Reino Unido     | Princes Street Gardens           |
| 31 de mayo de 2023       | Barcelona              | España          | Parque del Fórum                 |
| 4 de junio de 2023       | Barcelona              | España          | Sala Apolo                       |
| 6 de junio de 2023       | Madrid                 | España          | Joy Eslava                       |
| 7 de junio de 2023       | Madrid                 | España          | Estadio Metropolitano            |
| 9 de junio de 2023       | Oporto                 | Portugal        | Parque da Cidade                 |
| 13 de junio de 2023      | Roma                   | Italia          | Parco della Musica               |
| 15 de junio de 2023      | París                  | Francia         | L’Olympia                        |
| 17 de junio de 2023      | Londres                | Reino Unido     | OVO Arena Wembley                |
| 19 de junio de 2023      | Dublín                 | Irlanda         | 3Arena                           |
| 21 de junio de 2023      | Aberdeen               | Reino Unido     | P&J Live                         |
| 23 de junio de 2023      | Liverpool              | Reino Unido     | M&S Bank Arena                   |
| 24 de junio de 2023      | Leeds                  | Reino Unido     | First Direct Arena               |
| 26 de junio de 2023      | Brighton               | Reino Unido     | Brighton Centre                  |
| 28 de junio de 2023      | Cornualles             | Reino Unido     | Proyecto Edén                    |
| 1 de julio de 2023       | Colonia                | Alemania        | Lanxess Arena                    |
| 4 de julio de 2023       | Helsinki               | Finlandia       | Helsinki Ice Hall                |
| 7 de julio de 2023       | Copenhague             | Dinamarca       | Royal Arena                      |
| 9 de julio de 2023       | Gotemburgo             | Suecia          | Scandinavium                     |
| Etapa #3 – Latinoamérica |                        |                 |                                  |
| 19 de noviembre de 2023  | Ciudad de México       | México          | Corona Capital                   |
| 20 de noviembre de 2023  | Ciudad de México       | México          | Teatro Metropólitan              |
| 26 de noviembre de 2023  | Buenos Aires           | Argentina       | Parque Sarmiento                 |
| 29 de noviembre de 2023  | Santiago               | Chile           | Movistar Arena                   |
| 2 de diciembre de 2023   | São Paulo              | Brasil          | Autódromo de Interlagos          |
| 4 de diciembre de 2023   | São Paulo              | Brasil          | Audio                            |
| 7 de diciembre de 2023   | Lima                   | Perú            | Multiespacio Costa 21            |
| 9 de diciembre de 2023   | Bogotá                 | Colombia        | Movistar Arena                   |
| Etapa #4 – Europa        |                        |                 |                                  |
| 26 de mayo de 2024       | Londres                | Reino Unido     | KOKO                             |
| 31 de mayo de 2024       | Santiago de Compostela | España          | O Son do Camiño                  |
| 4 de junio de 2024       | Glasgow                | Reino Unido     | OVO Hydro                        |
| 6 de junio de 2024       | Nottingham             | Reino Unido     | Motorpoint Arena Nottingham      |
| 8 de junio de 2024       | Birmingham             | Reino Unido     | Utilita Arena Birmingham         |
| 9 de junio de 2024       | Mánchester             | Reino Unido     | Co-op Live                       |
| 11 de junio de 2024      | Belfast                | Irlanda         | SSE Arena                        |
| 15 de junio de 2024      | Calviá                 | España          | Mallorca Live Festival           |
| 22 de junio de 2024      | Newport                | Reino Unido     | Festival de la isla de Wight     |
| 26 de junio de 2024      | Ámsterdam              | Países Bajos    | AFAS Live                        |
| 28 de junio de 2024      | Mannheim               | Alemania        | SAP Arena                        |
| 29 de junio de 2024      | Hannover               | Alemania        | ZAG-Arena                        |
| 1 de julio de 2024       | Praga                  | República Checa | O2 Universum                     |
| 3 de julio de 2024       | Varsovia               | Polonia         | Arena COS Torwar                 |
| 6 de julio de 2024       | Berlín                 | Alemania        | Uber Arena                       |
| 13 de julio de 2024      | Barcelona              | España          | Festival Cruïlla                 |
| 18 de julio de 2024      | Pori                   | Finlandia       | Pori Jazz                        |
| 23 de julio de 2024      | Londres                | Reino Unido     | Royal Opera House                |
| 24 de julio de 2024      | Londres                | Reino Unido     | Royal Opera House                |
| 25 de julio de 2024      | Londres                | Reino Unido     | Royal Opera House                |
| 26 de julio de 2024      | Londres                | Reino Unido     | Royal Opera House                |
| 27 de julio de 2024      | Londres                | Reino Unido     | Royal Opera House                |
| 6 de septiembre de 2024  | Blackpool              | Reino Unido     | Funny Girls                      |
| 8 de septiembre de 2024  | Preston                | Reino Unido     | Radio 2 in the Park              |
| Etapa #5 – Europa        |                        |                 |                                  |
| 17 de junio de 2025      | Sevilla                | España          | Icónica Sevilla Fest             |
| 19 de junio de 2025      | Lisboa                 | Portugal        | Kalorama Festival                |
| 21 de junio de 2025      | Madrid                 | España          | Kalorama Festival                |
| 16 de julio de 2025      | Marbella               | España          | Starlite Occident Festival       |
| 20 de julio de 2025      | Lucca                  | Italia          | Lucca Summer Festival            |
| 25 de julio de 2025      | Benidorm               | España          | Low Festival                     |
| 31 de julio de 2025      | Cardiff                | Reino Unido     | Castillo de Cardiff              |
| 2 de agosto de 2025      | Lokeren                | Bélgica         | Lokerse Feesten                  |
| 9 de agosto de 2025      | Gotemburgo             | Suecia          | Way Out West                     |
| 14 de agosto de 2025     | Sandringham            | Reino Unido     | Royal Sandringham Estate         |
| 16 de agosto de 2025     | Durham                 | Reino Unido     | Hardwick Festival                |
| 30 de agosto de 2025     | Warwick                | Reino Unido     | Castillo de Warwick              |

### Fechas canceladas
| Fecha               | Ciudad   | País     | Lugar                | Motivo de la cancelación             |
| ------------------- | -------- | -------- | -------------------- | ------------------------------------ |
| 13 de junio de 2022 | Tallin   | Estonia  | Saku Suurhall        | Debido a circunstancias imprevistas. |
| 2 de julio de 2022  | Sofía    | Bulgaria | Airport Park         | Debido a circunstancias imprevistas. |
| 4 de julio de 2022  | Bucarest | Rumania  | Arenele Romane       | Debido a circunstancias imprevistas. |
| 28 de junio de 2025 | Berlín   | Alemania | Uber Eats Music Hall | Circunstancias fuera de control.     |

## Personal
Pet Shop Boys
- Neil Tennant – voz
- Chris Lowe – teclados

Banda en vivo
- Afrika Green – percusión, coros (2022-2024)
- Bubba McCarthy – percusión, coros (2025)
- Simon Tellier – percusión, guitarra eléctrica, teclados, coros
- Clare Uchima – teclados, coros y co-voz principal en "What Have I Done to Deserve This?"

Directores
- Stuart Price – productor musical
- Pete Gleadall – director musical y programador
- Tom Scutt – director creativo, diseño de escenografía y vestuario
- Lynne Page – directora de escena
- Luke Halls – contenido de video
- Jenny Rush – contenido de video
- Bruno Poet – director de iluminación
- Matthew Daw – director de iluminación
- David Allen – escenógrafo asociado
- Frank Strachan – diseñador asociado de vestuario, estilismo y ropero